# Hoogste Hof van Appèl
Het Hoogste Hof van Appèl, voorheen bekend als de Appèlafdeling van het Hooggerechtshof van Zuid-Afrika, is de op een na hoogste rechtbank in Zuid-Afrika waar mensen in beroep kunnen gaan. Van 1910 tot 1994 was het het hoogste gerechtshof van het land. Sinds 1994 bekleedt het die functie niet meer. Op het gebied van constitutionele zaken is het vervangen door het Constitutioneel Hof van Zuid-Afrika. Sinds 2013 kunnen uitspraken van het Hoogste Hof van Appèl ook bij het Constitutionele Hof aangevochten worden.
Het Hoogste Hof van Appèl bevindt zich in de President Brandstraat in Bloemfontein, een van de drie hoofdsteden van het land. Bloemfontein wordt vaak de "juridische hoofdstad" van Zuid-Afrika genoemd, omdat het Hoogste Hof van Appel daar gelegen is.

## Geschiedenis
In 1910 werd de Unie van Zuid-Afrika opgericht uit vier Britse koloniën – de Kaapkolonie en Natal, en de voormalig Nederlandse onafhankelijke republieken Transvaal en Oranjerivierkolonie. De hooggerechtshoven van deze koloniën werden de provinciale afdelingen van het nieuwe Hooggerechtshof van Zuid-Afrika. Ook werd er een Appèlafdeling opgericht als een hof van beroep, dat hoger in rang stond dan de provinciale afdelingen. Gedurende de tijd waarin de Appèlafdeling het hoogste hof van Zuid-Afrika was, dienden enkele vooraanstaande rechters bij het hof, waaronder C.J. Innes, C.J. Watermeyer, J.A. Galgut, C.J. Wessels en J.A. Schreider.
In 1994 werd het Constitutioneel Hof van Zuid-Afrika opgericht, met een hogere jurisdictie dan de Appèlafdeling, maar het Constitutioneel Hof kon alleen uitspraak doen in constitutionele zaken. De Appèlafdeling bleef daarom de hoogste rechtbank in niet-constitutionele zaken. In 1997 werd de Appèlafdeling van het Hooggerechtshof omgezet in het Hoogste Hof van Appèl en sindsdien kon het in haar niet-constitutionele zaken wel toetsen aan de grondwet. Het systeem van twee hooggerechtshoven bleef echter nog bestaan: het Constitutionele Hof was het hoogste gerechtshof van het land in constitutionele zaken, maar het Hoogste Hof van Appèl was het hoogste gerechtshof in niet-constitutionele zaken.
Omdat het Hoogste Hof van Appèl nu ook aan de grondwet kon toetsen, was het Constitutionele Hof van mening dat hij ook uitspraken kon doen over uitspraken van het Hoogste Hof van Appèl. Het Constitutionele Hof beriep zich daarbij op de grondwet, die stelde dat het Constitutionele Hof het hoogste hof is dat uitspraken kan doen over de grondwet. In augustus 2013 werd deze mening van het Constitutioneel Hof bevestigd geregulariseerd door een wijziging op de Zuid-Afrikaanse grondwet. Hiermee kreeg het Constitutionele Hof algemene jurisdictie.

## Huidige rechters
Het Hoogste Hof van Appèl bestaat uit een president, een vicepresident en een aantal gewone rechters, waarvan het aantal bij wet wordt vastgesteld. Op dit moment zijn er 23 gewone rechters bij het hof. De zaken die bij de rechtbank aanhangig zijn, worden doorgaans behandeld door meervoudige kamers met vijf rechters.
Rechters worden benoemd door de president van Zuid-Afrika op advies van de Regterlike Dienskommissie, bestaande uit de hoofdrechter van het Constitutionele Hof, de president van het Hoogste Hof van Appèl en een aantal wijzen.
Appèlrechters worden in vonnissen aangehaald met de achternaam van de rechter, gevolgd door "RA" in het Afrikaans of "JA" in het Engels. De president en de vicepresident worden respectievelijk aangeduid met een "P" en een "VP in het Afrikaans of "DP" in het Engels, en waarnemende rechters worden aangeduid met "WRA" in het Afrikaans of "AJA" in het Engels.
In juli 2024 waren de volgende personen rechter bij het Hoogste Hof van Appèl:
- Mahube Molemela (president)
- Dumisani Zondi (vicepresident)
- Nathan Ponnan
- Nambitha Dambuza
- Baratang Mocumie
- Tati Makgoka
- Ashton Schippers
- Fikile Mokgohloa
- Caroline Nicholls
- Yvonne Mbatha
- Billy Mothle
- Wendy Hughes
- Nolwazi Mabindla-Boqwana
- Piet Meyer
- Keoagile Matojane
- Sharise Weiner
- Glenn Goosen
- Daisy Molefe
- Shane Kgoele
- Fayeeza Kathree-Setiloane
- John Smith
- Raylene Keightley
- David Unterhalter

## Lijst van presidenten van het Hoogste Hof van Appèl
| Presidenten van het Hoogste Hof van Appèl | Presidenten van het Hoogste Hof van Appèl | Presidenten van het Hoogste Hof van Appèl | Presidenten van het Hoogste Hof van Appèl |
| №                                         | Zittend                                   | Dienstverband                             | Notities                                  |
| ----------------------------------------- | ----------------------------------------- | ----------------------------------------- | ----------------------------------------- |
| 1.                                        | J.J.F. Hefer                              | 2002 – 2003                               | (Waarnemend president)                    |
| 2.                                        | C.T. Howie                                | 2003 – 2008                               | (Rechter bij het hof sinds 1993)          |
| 3.                                        | L. Mpati                                  | 2008 – 2016                               | (Rechter bij het hof sinds 2000)          |
| 4.                                        | M.M.L. Maya                               | 2016 – 2022                               | (Rechter bij het hof sinds 2005)          |
| 5.                                        | X.M. Petse                                | 2022 – 2023                               | (Waarnemend president)                    |
| 6.                                        | M.B. Molemela                             | 2023 – heden                              | (Rechter bij het hof sinds 2018)          |

## Lijst van plaatsvervangende presidenten van het Hoogste Hof van Appèl
| Vicepresidenten van het Hoogste Hof van Appèl | Vicepresidenten van het Hoogste Hof van Appèl | Vicepresidenten van het Hoogste Hof van Appèl | Vicepresidenten van het Hoogste Hof van Appèl |
| №                                             | Incumbent                                     | Tenure                                        | Notes                                         |
| --------------------------------------------- | --------------------------------------------- | --------------------------------------------- | --------------------------------------------- |
| 1.                                            | L. Mpati                                      | 2003 – 2008                                   | (daaropvolgend president van het hof)         |
| 2.                                            | L.T.C. Harms                                  | 2008 – 2011                                   | (Rechter bij het hof sinds 1993)              |
| 3.                                            | K.K. Mthiyane                                 | 2012 – 2014                                   | (Rechter bij het hof sinds 2001)              |
| 4.                                            | M.S. Navsa                                    | 2015 – 2015                                   | (waarnemend)                                  |
| 5.                                            | M.M.L. Maya                                   | 2015 – 2017                                   | (daaropvolgend president van het hof)         |
| 6.                                            | J.B.Z. Shongwe                                | 2017 – 2018                                   | (waarnemend)                                  |
| 7.                                            | X.M. Petse                                    | 2019 – heden                                  | (Rechter bij het hof sinds 2012)              |
| 8.                                            | N. Dambuza                                    | 2022 – 2023                                   | (waarnemend)                                  |
| 9.                                            | D. Zondi                                      | 2024 – heden                                  | (Rechter bij het hof sinds 2014)              |

## Lijst van alle rechters
Dit is een lijst van alle rechters die sinds de oprichting van het Hoogste Hof van Appèl in 1997. 

### Benoemingen in de Appèlafdeling
De volgende rechters werden benoemd als rechter bij de Appèlafdeling van het Hooggerechtshof van Zuid-Afrika, maar bleven na 1997 werkzaam als rechter bij het Hoogste Hof van Appèl.
- Hennie van Heerden (benoemd in 1982, met pensioen in 2001)
- Joos Hefer (benoemd in 1984, met pensioen in 2001)
- Ernst Martin Grosskopf (benoemd in 1985, met pensioen in 1998)
- F. H. Grosskopf (benoemd in 1988, met pensioen in 2001)
- Peet Nienaber (benoemd in 1990, met pensioen in 2002)
- Louis Harms (benoemd in 1993, met pensioen in 2008)
- Craig Howie (benoemd in 1993, met pensioen in 2008)
- Robin Marais (benoemd in 1995, met pensioen in 2004)
- Pierre Olivier (benoemd in 1995, met pensioen in 2003)
- Peter Schutz (benoemd in 1995, gestorven in 2004)
- Douglas Graham Scott (benoemd in 1995, met pensioen in 2008)
- Ralph Zulman (benoemd in 1996, met pensioen in 2007)
- Chris Plewman (benoemd in 1996, met pensioen in 2000)

### Benoemingen door presidentNelson Mandela
- Ismail Mahomed (benoemd in 1997, gestorven in 2000)
- Piet Streicher (benoemd in 1997, met pensioenin 2010)

### Benoemingen door presidentThabo Mbeki
- Ian Farlam (benoemd in 2000, met pensioen in 2009)
- Edwin Cameron (benoemd in 2000, gepromoveerd naar het Constutitonele Hof in 2008)
- Mahomed Navsa (benoemd in 2000, met pensioen in 2022)
- Lex Mpati (benoemd in 2000, met pensioen in 2016)
- Kenneth Mthiyane (benoemd in 2001, met pensioen in 2014)
- Fritz Brand (benoemd in 2001, met pensioen in 2015)
- Robert Nugent (benoemd in 2002, met pensioen in 2013)
- Johan Conradie (benoemd in 2002, met pensioen in 2007)
- Tom Cloete (benoemd in 2003, met pensioen in 2012)
- Carole Lewis (benoemd in 2003, met pensioen in 2019)
- John Heher (benoemd in 2003, met pensioen in 2012)
- Belinda van Heerden (benoemd in 2004, met pensioen in 2013)
- Nathan Ponnan (benoemd in 2004)
- Chris Jafta (benoemd in 2005, gepromoveerd naar het Constutitonele Hof in 2009)
- Dunstan Mlambo (benoemd in 2005, overgeplaatst in 2010)
- Mandisa Maya (benoemd in 2005, gepromoveerd naar het Constutitonele Hof in 2022)
- Peter Carl Combrinck (benoemd in 2007, met pensioen in 2008)
- Azhar Cachalia (benoemd in 2007, met pensioen in 2021)

### Benoemingen door presidentKgalema Motlanthe
- Suretta Snyders (benoemd in 2008, gestorven in 2014)
- Nonkosi Mhlantla (benoemd in 2008, gepromoveerd naar het Constutitonele Hof in 2015)

### Benoemingen door presidentJacob Zuma
- Frans Malan (benoemd in 2009, met pensioen in 2013)
- Ronnie Bosielo (benoemd in 2009, gestorven in 2018)
- Jeremiah Shongwe (benoemd in 2009, met pensioen in 2018)
- Eric Leach (benoemd in 2009, met pensioen in 2020)
- Zukisa Tshiqi (benoemd in 2009, gepromoveerd naar het Constutitonele Hof in 2019)
- Leona Theron (benoemd in 2010, gepromoveerd naar het Constutitonele Hof in 2017)
- Steven Majiedt (benoemd in 2010, gepromoveerd naar het Constutitonele Hof in 2019)
- Willie Seriti (benoemd in 2010, met pensioen in 2019)
- Malcolm Wallis (benoemd in 2011, met pensioen in 2021)
- Xola Petse (benoemd in 2012, met pensioen in 2024)
- Nigel Willis (benoemd in 2013, met pensioen in 2018)
- Halima Saldulker (benoemd in 2013, met pensioen in 2023)
- Kevin Swain (benoemd in 2014, met pensioen in 2020)
- Boissie Mbha (benoemd in 2014, met pensioen in 2022)
- Dumisani Zondi (benoemd in 2014)
- Nambitha Dambuza (benoemd in 2015)
- Rammaka Mathopo (benoemd in 2015, gepromoveerd naar het Constutitonele Hof in 2021)
- Ian van der Merwe (benoemd in 2016, met pensioen in 2023)
- Connie Mocumie (benoemd in 2016)

### Benoemingen door presidentCyril Ramaphosa
- Tati Makgoka (benoemd in 2018)
- Mahube Molemela (benoemd in 2018)
- Ashton Schippers (benoemd in 2018)
- Fikile Mokgohloa (benoemd in 2019)
- Clive Plasket (benoemd in 2019, met pensioen in 2022)
- Daniel Dlodlo (benoemd in 2019, met pensioen in 2022)
- Caroline Nicholls (benoemd in 2019)
- Thokozile Mbatha (benoemd in 2019)
- Trevor Gorven (benoemd in 2021, met pensioen in 2024)
- Zeenat Carelse (benoemd in 2021, gepromoveerd naar het Constutitonele Hof in 2024)
- Billy Mothle (benoemd in 2021)
- Wendy Hughes (benoemd in 2021)
- Nolwazi Mabindla-Boqwana (benoemd in 2021)
- Piet Meyer (benoemd in 2022)
- Elias Matojane (benoemd in 2022)
- Sharise Weiner (benoemd in 2022)
- Glenn Goosen (benoemd in 2022)
- Daisy Molefe (benoemd in 2022)
- Shane Kgoele (benoemd in 2023)
- Fayeeza Kathree-Setiloane (benoemd in 2023)
- John Smith (benoemd in 2024)
- Raylene Keightley (benoemd in 2024)
- David Unterhalter (benoemd in 2024)